# Pénombres
 (septembre 2017).
- Si vous ne connaissez pas le sujet, laissez ce bandeau (vous pouvez alors contacter les auteurs).
- Si vous supprimez le contenu mis en cause (vous pouvez préalablement contacter les auteurs),

argumentez précisément cette suppression dans la page de discussion
(un manque de référence n'est pas un argument ; une recherche réelle de référence doit avoir été effectuée, être formellement documentée).
 (mai 2012).
Pénombres est un recueil de trois essais théologiques et d'une nouvelle de Joseph Malègue publié en 1939 aux éditions Spes à Paris. Il rassemble des articles épars rédigés dans des revues théologiques ou spirituelles françaises. Les deux premiers essais regroupés sous ce titre sont les plus importants par le volume, :  Ce que le Christ ajoute à Dieu  et  Vertu de foi et péché d'incroyance. Les deux autres titres étant en effet une étude sur la Vierge « Mater Admirabilis » et une nouvelle Celle que la Grotte n'a pas guérie. Des théologiens et chrétiens militants se sont référés à cet ouvrage comme Roger Aubert dans Le Problème de l'acte de foi et Lucien Morren.L'ouvrage a été réédité en 2024 aux éditions de L'Homme nouveau avec une introduction de Thibaud Collin.

## Importance de l'ouvrage
Le premier texte (Ce que le Christ ajoute à Dieu), est publié  à l'époque qui selon Émile Poulat, est celle de la « carence christologique » du clergé français (...) [qui] aura duré plus de deux siècles, avec tous ses effets sur « le sens chrétien de l'homme », le Dictionnaire de théologie catholique jugeant inutile selon le même auteur les entrées « Pâques » en 1931 et « Résurrection » en 1937.
Le second texte (Vertu de foi et péché d'incroyance), aborde la question difficile des rapports de la foi et de la raison. Charles Moeller, théologien de l'UCL, considère que Pénombres contient des chapitres remarquables et, écrit-il, « spécialement le premier » intitulé Ce que le Christ ajoute à Dieu. Roger Aubert  salue lui, Malègue, du titre de laïc théologien dans sa thèse de maîtrise en théologie à Louvain, Le problème de l'acte de foi (Éditions Warny, Louvain, 1945, p. 630), un ouvrage considérable de 800 pages qui sera édité quatre fois dont la dernière en 1969. Roger Aubert consacre à Malègue plusieurs pages élogieuses (p. 630–636). Il cite plutôt, quant à lui, la deuxième partie de l'ouvrage Vertu de foi et péché d'incroyance.

## Origine de deux textes

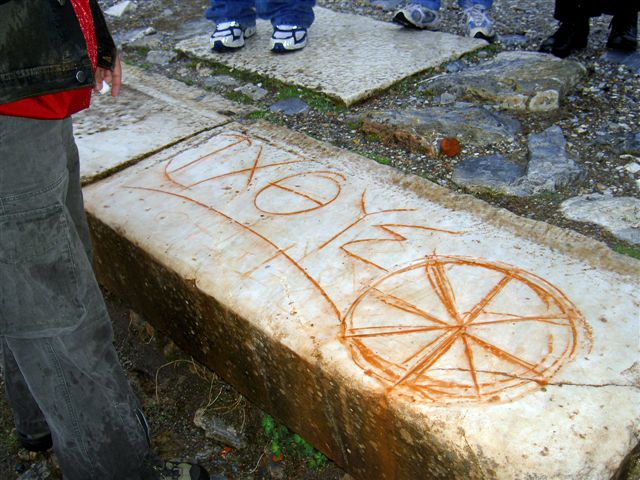
ΙΧΘΥΣ (ICHTUS en alphabet latin = poisson) acronyme de « Ιησουσ Χριστοσ Θεου υιοσ, σϖτηρ = ΙΧΘΥΣ = (alphabet latin) Ièsous Christos Theou huios, sôtèr = Jésus Christ Fils de Dieu, Sauveur»(ruines d'Éphèse):
« Loin que le Christ me soit inintelligible s'il est Dieu, c'est Dieu qui m'est étrange s'il n'est le Christ » (J. Malègue, Augustin ou le Maître est là)

Ce que le Christ ajoute à Dieu est paru dans La Vie intellectuelle en deux parties: dans le numéro du 10 septembre 1935, p. 389-412; dans le numéro du 25 septembre 1935, p. 565-579. Ce texte a d'abord été celui d'une conférence donnée à l'université de Neuchâtel en novembre 1934, reprise ensuite à l'université catholique d'Angers sous un autre titre Le Christ et l'âme moderne. Conditions d'une apologétique contemporaine. Cette conférence est à nouveau donnée aux dominicains du Saulchoir alors fixés à Kain en Belgique et enfin le texte de la conférence en fut publié dans La Vie intellectuelle des 10 et 15 septembre 1935.
Vertu de foi et péché d'incroyance a été au départ une conférence donnée au séminaire d'Issy-les-Moulineaux sous le titre Foi, enquête sur les raisons d'incroyance. Le texte de la conférence sera publié sous le titre Points de vue contemporains sur la foi et l'incrédulité dans La Vie intellectuelle des 25 janvier et 10 février 1937. Il deviendra le deuxième chapitre de Pénombres sous le titre qui est le sien dans le livre qui fait l'objet de cette page.

## Ce que le Christ ajoute à Dieu
L'horizon de ces pages (comme peut-être de toute l'œuvre de Malègue), c'est la confrontation de la foi chrétienne non seulement à la raison, mais aussi au positivisme et au scientisme dans le même esprit que celui de plusieurs philosophes qui ont mis en cause cette tendance, mais dont Henri Bergson est assurément le plus important. « Comme Bergson », écrit William Marceau, « il [Malègue] était très ouvert à la pensée contemporaine. C'est en raison de ce courant de pensée positiviste, avec laquelle il n'était pas d'accord, qu'il a écrit des romans qui peuvent à juste titre être qualifiés d'antipositivistes.»

### Dans quelle mesure le goût contemporain de l'expérimental se trouve comblé par le Christ

« Alexamenos adore son dieu », fac-similé d'un graffiti du Palatin, première représentation connue de « croix chrétienne »,

Malègue constate, avec toute la tradition catholique (notamment Charles Moeller commentant ici soit Pénombres, soit les passages d'Augustin ou le Maître est là qui y correspondent selon lui, comme on le verra plus loin), que l'intelligence humaine peut connaître Dieu mais ne peut pas l'atteindre par une sorte « d'œil intérieur que nous n'aurions qu'à ouvrir ».» Ce qui est aussi un constat de la raison humaine :  l'existence de Dieu n'est pas « l'œuvre d'une constatation axiomatique.» Or l'intelligence humaine contemporaine ne se confie plus comme autrefois à la voie royale de la métaphysique (qui était le plus souvent la façon dont la tradition chrétienne pensait atteindre Dieu) et elle est séduite par les succès rencontrés par les sciences exactes dans d'autres « cantons du savoir » que ceux de la théologie. « Malègue s'en explique dans le texte que voici», pense William Marceau, qui cite ce passage de Pénombres : « Si l'on nous sollicitait de formuler en un seul mot l'essentiel penchant de la pensée contemporaine, nous dirions volontiers avec toutes les faiblesses et aussi toutes les forces des affirmations trop absolues : la pensée tend de plus en plus à déserter le Métaphysique pour l'Expérimental. Elle y reviendra sans doute. Il se pourrait même qu'elle commençât d'y revenir.» À La recherche de « l'absolu dans l'expérimental », Malègue ne condamne d'ailleurs pas cette tendance puisqu'il ajoute immédiatement après le passage cité: « Mais non sans l'avoir d'abord déserté et s'être même enrichie au cours de ces désertions.» Dans Augustin ou le Maître est là, écrit Jean Lebrec, l'abbé Herzog (en qui il voit le  Père Pouget) « apaise » Augustin « au plan des conquêtes de l'expériences sur l'ontologie (...) en lui indiquant la piste que plus tard Bremond et Bergson sauront utiliser.» C'est-à-dire « l'étude psychologique des saints.»
La première partie de ce chapitre consacré au Christ est rapprochée par Yvonne Pouzin et Charles Moeller de l'entretien qu'Augustin a avec Largilier au sanatorium de Leysin, peu avant sa mort. Moeller reprend le titre du premier chapitre de Pénombres  pour qualifier le discours de Largilier à Augustin dans Augustin ou le Maître est là, à la fin du roman, discours qui va convaincre le héros du roman après une longue période d'incroyance :  ce discours, dit Moeller, porte précisément sur « ce que le Christ ajoute à Dieu.» Juste après avoir rappelé de cette manière le titre de Pénombres, Moeller redit les « mots admirables», prononcés par Largilier « Loin que le Christ me soit inintelligible s'il est Dieu, c'est Dieu qui m'est étrange s'il n'est le Christ.» Pour Moeller, « quand on parle « d'ajouter à Dieu », ce ne peut être que quoad nos [par rapport à nous], très évidemment.» Et il ajoute : « on trouvera les nuances dans Pénombres.» Moeller poursuit en reprenant l'exposé de, selon sa formule, « ce que le Christ ajoute à Dieu » chez Largilier en soulignant l'écho de cette démarche spirituelle chez Augustin Méridier, un Augustin sensible à  « l'esprit moderne, scientifique et mystique ensemble ».
Pour Moeller, ceci témoigne d'une manière de penser que « Bergson [...] a illustrée par toute son œuvre. Ce tour d'esprit qui essaye de rejoindre les réalités métaphysiques sur le chemin de l'expérimental, s'épanouit tout naturellement dans le domaine de la mystique : la vie du mystique révèle, dans l'entrelacement d'une destinée apparemment humaine, une présence transcendante; c'est une image de l'humanité même de Jésus.» La première partie de Ce que le Christ ajoute à Dieu de Malègue dans Pénombres s'achève par une conclusion selon laquelle c'est l' Incarnation qui constitue la réponse à cet « esprit moderne, scientifique et mystique ensemble » : « Si donc Dieu veut parler un langage qui soit le leur, à ces âmes contemporaines, ivres de connaissances positives (et c'est une belle et juste ivresse), il faut en quelque sorte que nous le suppliions respectueusement, comme Job parle à Dieu dans la Bible, sans quitter l'Absolu et le Transcendant, de trouver un moyen de franchir cet abîme par lequel les intelligences s'en croient séparées. Mais nous savons bien qu'Il n'a pas l'habitude de se refuser aux prières, et même qu'il lui arrive parfois de les devancer. Pascal sur un cas particulier a donné de ces devancements la formule magnifique et généralisable : « Tu ne me prierais pas si je ne t'avais déjà exaucé... » L'Incarnation de Dieu est cet exaucement même.»

### Le sens de la kénose chez Malègue
Augustin Molteni et David Solis-Nova, enseignants-cherrcheurs à l' Universidad Católica de la Santísima Concepción, ont analysé en 2021Ce que le Christ ajoute à Dieudans Ce que le Christ ajoute à Dieu : les voies théo-christologiques ouvertes par Joseph' Malègue. Ils présentent la kénose comme « la condition de possibilité d'une incarnation libre et loyale et, par conséquent, celle-ci ne peut être vue comme une sorte de déterminisme sacré que le Christ accomplit mécaniquement dans sa vie terrestre » ce qui suppose chez le Christ l'abandon de ses attributs ontologiques divins dans sa vie terrestre. Un tel étalage de ces attributs, selon les auteurs se retrouvent dans les évangiles gnostiques, ce qui a comme conséquence selon eux, d'enlever au Christ « la véritable humanité de Jésus faisant de sa vie terrestre l'application d'un miracle continu » et de récuser loyauté d'un Christ homme parmi les hommes. Au contraire Malègue insiste par exemple sur le fait que Jésus « est tendre ; il aime; pleure ; il tremble, il a peur. » Malègue, bien qu'il n'utilise pas le terme dans  Pénombres a ce sens de la kénose.

### Le langage humano-divin du Christ, «synthèse du parfait et de la pitié pour l'imparfait»
Yvonne Malègue commente aussi Ce que le Christ ajoute à Dieu de Pénombres en le rapprochant également des idées de Largilier émises à la fin d' Augustin ou le Maître est là: « Par l'Incarnation, le Christ se plie à toutes les lois positives. Les considérations de cette humble obéissance d'un Dieu-homme nous valent de magnifiques pages dans ce chapitre de Pénombres au titre un peu étonnant : « Ce que le Christ ajoute à Dieu », et la si poignante méditation de Largilier sur l'humanité de Jésus, près du lit d'Augustin mourant.» Pour Jean Lebrec « les deux premiers chapitres de Pénombres [Ce que le Christ ajoute à Dieu et Vertu de foi et péché d'incroyance] (...) complètent Augustin au plan de la recherche de Dieu et de la méthode expérimentale. Ces « glanes et approches théologiques », on pourrait les croire écrites de la même main, à laquelle dans le roman Malègue prête des Paralogismes de la critique biblique. Avec cette différence que les Paralogismes sont supposés déblayer seulement le terrain exégétique, tandis que les réflexions de Pénombres favorisent positivement la rencontre de Dieu à travers et malgré les causes secondes.» C'est effectivement en quelque sorte Largilier que l'on entend s'exprimer de manière plus développée dans la description que fait Malègue de l'humanité du Christ dans Pénombres.
Largilier disait dans Augustin :

« Il a pris le corps humain, la physiologie humaine, l'économie de la pauvreté, les modes de vie des basses classes (...) Il a pris les catégories sociales de son pays et de son temps (...) l'exposition de ses idées et des actes par des procédés innocents (...) Il a subi le délaissement de son Père, l'abandon de Dieu, la sécheresse et le désert des dérélictions absolues : cette croix sur la Croix, cette mort dans la mort. »

Malègue écrit de même dans Pénombres que le Christ n'échappe à aucune des lois physiologiques sauf qu'il reste vierge. Qu'il passe par les différents âge de la vie. Qu'il aime, tremble, a peur. Qu'il subit aussi ces instants que connaissent tous les mystiques à savoir - une expression sur laquelle Malègue reviendra par la suite -, « Dieu donné absent ». Qu'il est inséré dans une société de cultivateurs-pêcheurs : « Il accepte les risques et les dangers dont s'accompagnent toutes les nouvelles créations religieuses, que les anciennes frappent de mort.» Il s'accommode de la période enfantine et peu critique (dit Malègue) où il a « pris chair », utilise les arguments de son époque, il laisse deviner à ses disciples, pédagogiquement, qui il est. Le caractère humano-divin du Christ n'est pas à confondre avec les incarnations païennes de déités ou les délires des enfants, des poètes, des fous et des sorciers :

« Dieu s'est fait sujet des jours (...) Dieu s'est présenté à l'homme sur le terrain terrestre, sur ce terrain qu'explorent nos cinq sens (...) Il a sommé l'intelligence, avec preuves à l'appui, d'identifier ce passant des chemins de Galilée, ce nomade, cet errant des prédications en plein vent, avec cette impensable grandeur que nous appelons l'Absolu. Dieu s'est constitué en causes secondes. Il est leur créateur à la fois et leur sujet. Cette étrange union de Dieu législateur et de Dieu sujet, c'est Jésus. »

Le Christ a eu des exigences terribles, demandant qu'on ne puisse pas mettre en balance l'amour exclusif de Dieu avec les appétits terrestres même légitimes. L'amour exclusif de Dieu se confondant d'ailleurs avec celui du prochain. Pour Malègue, à travers le Christ Dieu connaît la légitimité de ces appétits, les ayant éprouvés. Il proclame qu'il y a plusieurs demeures dans la maison du Père car il sait que, à côté du devoir principal il y en a une infinité d'autres, devoirs des « bas-côtés » du principal trouvant place auprès de lui et pouvant même aller jusqu'à le remplir par délégation, « la tâche des Marthe et celle des Marie légitimées et hiérarchisées à la fois, telle est dans le royaume de l'action la seconde des descentes chrétiennes du divin dans le terrestre.»
Mais cette descente dans les réalités terrestres va encore plus loin, pense Malègue, jusqu'à la pitié vraie pour ceux que la « pesée des exigences secondaires a rendus plus ou moins inaptes à comprendre l'unique exigence », et il poursuit : « Tous ceux devant qui la lumière (...) s'est un moment voilée : les brebis perdues, les fils prodigues, jusqu'aux femmes adultères que le monde ayant suscitées par ses excitations écrase en outre par ses sanctions, même les condamnés à de justes supplices et même les bourreaux qui ne savent ce qu'ils font. En somme toutes les mèches qui fument encore, et Dieu sait les volumes et l'obscurcissement de ces fumées humaines dans l'atmosphère de nos cœurs et combien notre regard à la fois dur et obtus sait mal les traverser! Or ceci est essentiellement chrétien et, au demeurant, informulable par d'autres que par le Christ. Parce que le Christ est la synthèse de l'humain et du divin, sa doctrine peut seule aussi être la synthèse du parfait et de la pitié pour l'imparfait.»

### L'Absolu dans l'expérimental, dans les âmes des Saints
La présence tangible de Dieu, réelle au temps du Christ, se prolonge pour Malègue dans les âmes profondément unies à l' « Unique nécessaire ». Pour W. Marceau, « les étapes du progrès pour le héros de Malègue correspondent aux voies traditionnelles de l'ascétisme chrétien. Dans Pénombres Malègue signale ces voies en présentant la souffrance comme un instrument de progrès.»

#### La «partie subie» de la vie mystique
Au départ, l'appel de Dieu à l'aimer ou en quelque sorte le « coup de foudre » qu'ont les saints en face de Dieu qui les « prend » est profondément joyeux. Il y a selon lui, avant la partie dite « unitive » de la vie mystique, une partie « purgative ». En effet la rencontre de Dieu procure en ses premiers instants un grand bonheur (« les premières caresses et les premières musiques de la voix de Dieu dans leur cœur. Ils y ont répondu [les Saints] en une obéissance enivrée, un prodigieux printemps d'âme...»). Mais ce moment est suivi de la vie purgative et William Marceau pense que « Malègue décrit ce progrès au moment où il esquisse la transformation qui s'opère chez les âmes adoratrices.» quand l'auteur d' Augustin parle, dans Pénombres, de « la purification de nos tendances, de l'expulsion des motifs sensibles au profit des surnaturels, du retournement de l'âme. Étant l'inverse de tous les processus normaux de notre sensibilité, cette purification ne peut naturellement pas s'accomplir sans douleur.» Cette partie purgative étant terminée, commence la « vie unitive » : « Il s'agit désormais d'une fusion en Dieu, d'une motivation humaine absorbée, engloutie, captive volontaire et ligotée de l'immense vouloir divin.»

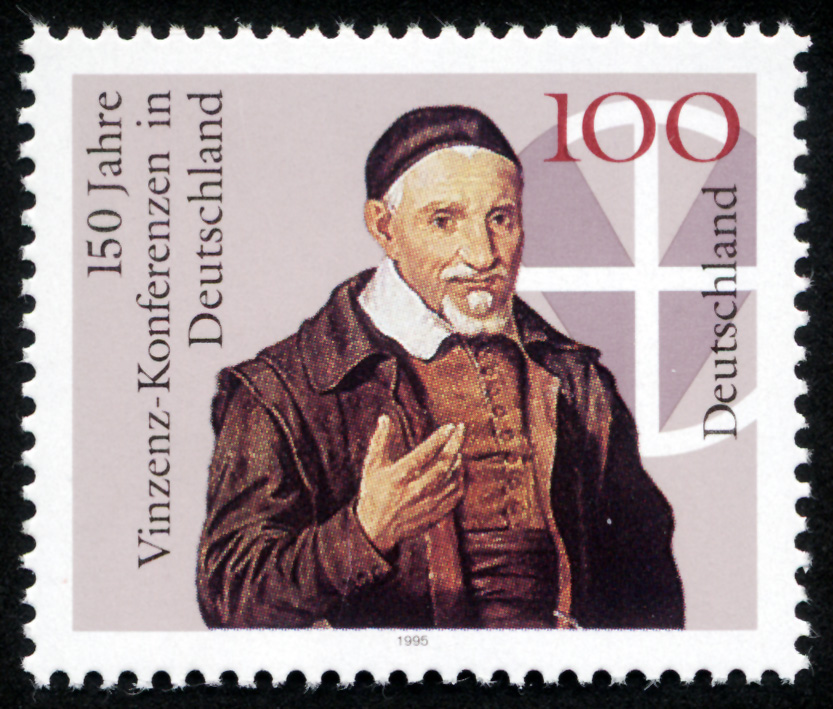
Timbre allemand des 150 ans des Conférences Saint Vincent de Paul dans ce pays (1995). Incapable longtemps de dire Acte de foi et Acte de charité, Vincent en avait cousu les textes dans sa soutane pour toucher au moins l'objet de l'énonciation impossible

Mais Malègue le rappelle, « l'amour de Dieu, même sur terre, demeure une immense joie terrestre. Or ceci n'est permis qu'aux moments de l'appel divin, quand nous avions besoin des plus puissantes poussées, pour rendre possible ce retournement radical de nos désirs.» Car, après, pour tous les mystiques, Dieu est « donné absent », dit Malègu, en affirmant que cette formule, venant d'un incroyant selon lui, a d'autant plus d'objectivité. Il cite Thérèse de Lisieux déclarant quelque temps avant de mourir : « Je dois paraître inondée de consolations, une enfant pour laquelle le voile de la Foi s'est presque déchiré. Et cependant pour moi, ce n'est plus un voile, c'est un mur.» Ou Saint Vincent de Paul traversant une telle sécheresse d'âme à la fin de sa vie qu'il ne pouvait plus réciter ni acte de Foi en Dieu, ni acte d'Amour. À un tel point qu'il les avait tous deux cousus dans la doublure intérieure de sa soutane : « Il était convenu entre Dieu et lui que toutes les fois qu'il porterait la main sur cette poche où le texte se trouvait, cela signifiait l'équivalent de l'énonciation interdite.» Vient alors la « partie agie ».

#### La «partie agie».
Les Saints, en quelque sorte, se chassent eux-mêmes du monde par des vœux de pauvreté, de chasteté et vont s'enfermer dans des cloîtres. Mais ne choisissent pas tous le couvent ou une vie hors du mariage et/ou hors du courant de la vie économique. Cependant (même observation chez Malègue que chez Bergson) : « Chassés du monde par leurs propres choix, ils [les Saints] y agissent cependant avec une énergie inlassable.» Si leur mode de vie semble peu généralisable comme le demandait l'impératif catégorique kantien, c'est parce que leur spécialité c'est l'amour de Dieu et qu'il y a dans la société un partage des tâches une division du travail qui permet de définir la valeur d'échange ou « l'utilité de collaboration du Saint ». Quelle est-elle? « Le Saint propose d'abord son témoignage, ensuite il offre sa puissance de contagion et de modèle.»

#### Unehagiologie expérimentalepermettant de toucher l'Absolu du doigt
Le Saint, selon Malègue, « présente en premier lieu la preuve la plus ajustée aux intelligences contemporaines : la preuve expérimentale d'une certaine pénétration du divin dans la vie terrestre.» Selon Jean Lebrec Augustin Méridier l'avait si bien compris que, dans Augustin ou le Maître est là, « il lui arrive de parler d'ontologie en un langage expérimental avec son camarade Bruhl Robert Hertz selon Lebrec], socialiste et sociologue» Et il cite ce dialogue avec Bruhl du premier roman de Malègue :

« Suivant des idées qui n'ont maintenant rien de bien nouveau, loin que la conscience puise provenir d'une complication du processus déterministe des choses, c'est elle (...) qui se fraie un chemin à travers leur contingence. Mais pourquoi arrêter à la conscience empirique cette ascension de l'Univers? (...) - Quel degré supérieur vois-tu dans les faits? demandait Bruhl. - Nulle vie de saints n'en déborde. On y touche l'absolu dans l'expérimental. Je pense à une hagiologie. »

Résumant de même façon la pensée de son mari décédé, Yvonne Malègue écrit :

« La psychologie des saints, l'âme des saints présenta pour lui, dès ses premières années d'études philosophiques un très vif attrait. Il rêvait d'une hagiologie (...) Elle consistait en ceci : on pouvait discerner dans le domaine des faits proprement psychologiques, une catégorie privilégiée qui est celle des rapports de l'âme et Dieu. Il fut amené là par un souci de prolonger les différents échelons positifs indiqués dans La contingence des lois de la nature de Boutroux : la physique servant de base à la chimie, celle-ci à la biologie, celle-ci à la psychologie. Il doit y avoir, et la vie des saints est là pour le montrer, un domaine supérieur pour lequel la psychologie n'est plus qu'instrumentale; c'est l'hagiologie se servant de la liberté humaine de la même manière que la biologie use de la contingence chimique - l'âme servant de matière première à la vie de Dieu. C'est ce que devait montrer une étude fouillée de la vie des saints : première partie, 
pars destruens [partie éliminatrice], donnant le coup de balai à toute assimilation morbide ; deuxième partie, pars construens [partie constructive]. »

De fait, Malègue observe que les progrès scientifiques de la psychologie ont permis de distinguer ce qui est pathologie chez certains faux mystiques et l'équilibre humain chez les grands mystiques. La psychologie nous fait toucher du doigt des réalités auxquelles on ne peut refuser qu'elles s'appellent expérimentales bien qu'elles ne se limitent pas comme les sciences exactes, aux causes secondes, aux phénomènes, au relatif, mais vont à « l'Être et au plus profond Réel.» Yvonne Malègue écrit à propos de cette orientation de la pensée de son mari :

« On devait trouver l'action de Dieu dans l'âme liée à des sortes de règles, à des consécutions expérimentales, toutes semblables à des lois positives, comme en biologie, comme en psychologie - ce qui résolvait la question du miracle, en maintenant l'existence du fait qualifié miraculeux, au point de vue des lois antérieures, mais expliqué par les lois hagiologiques. Postulat factice. Mais cette science nouvelle devait apporter un avantage immense, incommensurable avec tous les modes précédents de réfléchir sur Dieu, en faire une théologie positive, la transférer, ainsi que toute métaphysique, du plan conceptuel au plan expérimental. Dieu pas plus niable que l'âme humaine. On avait une métaphysique expérimentale. Après la publication dans La Vie intellectuelle (revue)» de l'étude Ce que le Christ ajoute à Dieu, reprise et modifiée pour Pénombres, un ami de très longue date, condisciple en rhétorique supérieure, lui écrivait : « Cet essai d'hagiologie expérimentale (selon votre rêve de toujours), c'est un admirable miroir de vous-même. »

Malègue signale à ce sujet l'habitude acquise depuis Emmanuel Kant de séparer en deux cases incommunicables « ce qui est en soi, et ce qui apparaît aux yeux de l'homme avec défense de jamais se rejoindre.» Soit la distinction des noumènes - les choses en soi -  et des phénomènes - ce qui nous apparaît des choses - dans la Critique de la raison pure). En raison de la défense de se rejoindre des deux réalités, poursuit Malègue, «  Il semblait étrange et fort décevant, et même pas très correct de la part de Dieu qu'Il fut et apparût.» Mais pour Malègue le saint fait apparaître Dieu, expérimentalement à travers un certain comportelent des « consécutions expérimentales » dont nous venons de voir comment Y. Malègue les situe et dont il avait dit lui-même :

« Il a bien fallu enfin se rendre compte de ce que signifiait le saint, et l'apport intellectuel immense qu'il nous offrait. Il existe en quelques âmes un certain réel qui imite dans le psychologique et dans le permanent ce scandale biologique instantané qu'est le miracle. Et il y a dans ces mêmes âmes, positivement, expérimentalement constatable, une brusque rupture des consécutions naturelles qui tissent partout ailleurs le visible, une ironique déchirure de ce tissu despotique, et par le trou ainsi créé, l'Absolu, sortant de l'Invisible et nous regardant. »

#### Convergence de pensée entre Malègue et Bergson
En chaque vie de saint nous sentons passer la vie de Dieu et le frémissement qui nous saisit au contact de ces vies est plus grand encore que celui qui nous surprend par rapport à la vie du Christ. Parce que les saints sont les plus près de nous. Ils sont des intermédiaires, mais des intermédiaires destinés à être assimilés, en quelque sorte digérés. Après, il n'y a plus dualité. Que nous ne puissions nous sauver que par les autres, c'est à la fois une grande loi de sociologie humaine et une grande loi spirituelle : « Nous nous sauvons socialement. Et Le Saint et nous, formons précisément cette petite société (au sein de la plus grande qu'est l'Église), par laquelle consent à passer l'étincelle divine.» C'est ce que, selon Jean Lebrec, Malègue désire montrer dans Pierres noires. Les classes moyennes du Salut : « Malègue s'élève alors aux plus hautes notions catholiques de la Communion des saints et de la réversibilité des mérites, qui dominaient dans les mêmes temps l'œuvre romanesque de Bernanos  et de Daniel-Rops.»
Comme Bergson le rappelle, la société qui fait pression sur nous dans les sociétés closes est celle d'une morale dont les principes, loin de valoir ceux de la morale kantienne par exemple, pour tout être raisonnable en général, ne valent que pour des groupes à part et fermés. Elle est étrangère à l'élan vital dont est sortie l'humanité globale. Au contraire, pour William Marceau (Henri Bergson et Joseph Malègue : la convergence de deux pensées, Saratoga, CA, Amna Libri, coll. « Stanford French and Italian studies » (no 50), 1987.), la morale ouverte, chez Bergson, est l'appel du Héros, de l'homme supérieur, du saint ou du mystique  « qui est soulevé d'un élan puisé par lui au contact de la source de l'élan vital même et qui tâche d'entraîner les autres hommes à sa suite. Tels furent Socrate, Jésus-Christ surtout et les saints du christianisme. (...) Ce n'est plus une pression, comme la société, qu'ils font peser sur les individus, pour les figer dans la routine et constituer une morale statique, - c'est un appel qu'ils font entendre, une émotion qu'ils communiquent et qui pousse derrière eux les multitudes enflammées, avides de les imiter,.» Selon J. Lebrec, également, dans Pierres noires. Les classes moyennes du Salut, Malègue « n'eût pas manqué de monter après Bergson que seul le saint ouvrait une voie où d'autres hommes pourraient passer, leur indiquant par là même « d'où venait et où allait la vie ». Avec Bergson aussi, il l'eût présenté comme un appel à la conscience de chacun : « Pourquoi les saints ont-ils été des imitateurs, et pourquoi les grands hommes de bien ont-ils entraîné derrière eux les foules? Ils ne demandent rien, et pourtant ils obtiennent. Ils n'ont pas besoin d'exhorter; ils n'ont qu'à exister; leur existence est un appel.» La pensée du Bergson des Deux Sources et du Bremond de l' Histoire du sentiment religieux, dont Malègue avait devancé très jeune les intuitions, se trouve vraiment incarnée dans son roman qui est en même temps le monde de son enfance recréé par la mémoire et la poésie.»

#### Les Saints et la mort
Nous nous disons plus facilement, pense Malègue, que la souffrance, que nous sommes capables de supporter du moins avec stoïcisme, nous pouvons mieux la supporter avec Dieu. En particulier la mort. Mais pour les Saints, elle est autre chose : « ce retournement des motivations terrestres qui nous a paru la plus frappante définition de la Sainteté. Ici les textes surabondent, les admirables textes de blancheur et de feu. Car il arrive que certains textes de saints traversent toutes leurs humilités, heureusement pour nos explorations.» Ce « retournement des motivations terrestres », s'exprime aussi selon Jean Lebrec dans Pierres noires. Les classes moyennes du Salut. Le personnage central du roman inachevé aurait dû être Félicien Bernier qui d'ailleurs apparaît déjà dans le manuscrit que Malègue nous a laissé de Pierres noires : « Félicien Bernier aurait lentement conquis sa place dans le grand monde des saints, de ceux que l'Église place sur ses autels, pour les phénomènes exceptionnels de leur sainteté.» Lebrec montre ensuite quel est le « retournement » opéré par ce saint par rapport aux lois courantes en le situant dans les grands destins mortifiés : « Quelque aspect que prennent ces grands destins mortifiés, ils ne sont jamais qu'une manière de ressembler au Christ, le Saint par excellence. Comme lui, ils sont libres, dégagés des déterminismes sociaux et personnels grâce à une ascèse exigeante.» Malègue donne d'autres exemples non plus pour les besoins de la fiction mais tirés du réel. Il découvre que « si la mort est la grande épreuve, ce n'est pourtant pas le cas pour les saints. Aux hommes de consentir à leur ressembler, car ils doivent se trouver dans le vrai.»
Dans sa  Présentation de Sous la meule de Dieu et autres contes, l'abbé Lebrec, signale de Pénombres, le passage sur « l'incomparable image » de saint Jean de la Croix, « cette image de grand artiste de la pensée abstraite », écrit Malègue, « où nous aimons à trouver le triomphe terrestre de la vie unitive et son devancement d'Éternité :   Les fleuves d'amour de l'âme sont prêts à se jeter dans l'Océan divin, et si vastes et si tranquilles, ils sont déjà des mers.»
Malègue conclut en insistant sur l'amour de Dieu au-delà de sa puissance que le théisme philosophique saisit, un amour que seul le Christ nous fait comprendre : « Sans le Christ (...) Nous ne saurions pas qu'il faut aussi reconnaître à cette expansion de bonté qu'est l'amour, la même impensable démesure que nous reconnaissions à la puissance, un degré hors des degrés, l'illimité, l'incommensurable, l'absolu (...) Nous n'aurions aucune idée de cet incroyable amour (...) d'une humilité éblouissante puisque d'une part il ne fait pas de difficultés de descendre jusqu'à ce que j'appellerai le niveau social de l'objet aimé, et de l'autre, qu'il couvre tout le champ des tendresses terrestres, et par conséquent la mort (...) Sans cette Incarnation douce et insondable, peut-être nous ne comprendrions rien de Dieu, rien même du Dieu unitaire, rien de cette formidable essence, rien de cet Absolu. Et assurément nous ne comprendrions pas pourquoi Il a créé, ni même qu'il ait jamais créé.»

## Vertu de foi et péché d'incroyance
Jean Lebrec pense que l'on peut, dans les deux premières études de Pénombres, et en particulier dans la seconde : « lire en plus clair les motivations du péché d'incroyance d'Augustin et de son retour à Dieu, démarches voilées dans l'œuvre par les nécessités de la technique romanesque. Ici, l'apologiste n'est plus que cela, avec une rare compétence lentement mûrie.»

### Caractère raisonnable de la foi
Lucien Morren, professeur émérite de la Faculté des Sciences Appliquées de l'Université catholique de Louvain, rappelant la distinction faite par Emmanuel Kant entre raison pure et raison pratique, estime qu'elle permet de distinguer le rationnel et le raisonnable et cite à ce sujet le philosophe wallon Jean Ladrière, pour qui « le rationnel, c'est ce qui est pensable selon les catégories de la pensée scientifique. Le raisonnable, c'est ce qui est assignable comme finalité conformément aux impératifs de la raison pratique, c'est-à-dire de l'ordre moral (en tant qu'il constitue la finalité de la volonté libre) » et pour qui « il est essentiel de rappeler cette distinction entre le rationnel et le raisonnable car la culture moderne est marquée par la tentation permanente de rabattre le raisonnable sur le rationnel. » Lucien Morren poursuit : « Cette distinction est aussi une exigence pour le chrétien. En effet, tout chrétien sait (ou devrait savoir !) que l'adhésion de foi repose sur trois piliers, la grâce, la volonté libre et la raison. » Il cite ensuite Joseph Malègue qui, pour lui, a excellemment réuni ces trois composantes en une élégante formule : « Si la foi est par grâce vertu aidée, elle est de par la volonté vertu libre et elle est de par la raison vertu fondée. »
Dans sa monumentale histoire des théologies de l'Acte de foi, intitulée Le Problème de l'acte de foi, réédité plusieurs fois de 1945 à 1979, le théologien Roger Aubert, après avoir regretté la formation insuffisante de Jacques Rivière sur cette question, écrit « Il en va tout autrement de l'œuvre de Malègue [qui] (…) apparaît comme bien peu théologique, puisqu'elle comporte en majeure partie… un gros roman. Mais ce roman Augustin ou le Maître est là retrace la vie d'un jeune intellectuel catholique qui perd la foi (…) : toute une conception de la nature de la foi et de ses éléments constitutifs se dégage de cette histoire vivante. » Roger Aubert cite ensuite le passage suivant de l'ouvrage de Joseph Malègue, Pénombres : « Les dépassements intellectuels que ce mot Foi implique devront être eux-mêmes pesés, critiqués, repensés, acceptés par l'intelligence. C'est une main de souveraine qu'elle passe, quand elle juge bon de passer la main. Comment en serait-il autrement ? S'imagine-t-on pouvoir connaître Dieu d'une connaissance tricheuse et à bon marché. Et comment l'esprit serait-il dispensé d'appliquer à cette recherche difficile la probité de regard, les forces de pénétration et de sincérité qu'en d'autres champs intellectuels il utilise jusqu'à leur extrême tension ? Et de quelle autre manière la Foi pourrait-elle « rendre raison de son espérance » ? D'inexorables textes classiques nous en avertissent : « Le plus grand dérèglement de l'esprit c'est de croire les choses parce qu'on veut qu'elles soient. » Il ne faut pas se lasser de citer ces lignes illustres où Bossuet ne fait que répéter des affirmations non moins célèbres de Saint Augustin et de saint Thomas. »